# Ershausen
Ershausen est un village qui est la section (Ortsteil) centrale de Schimberg, une commune située dans l'arrondissement (Landkreis) d'Eichsfeld en Thuringe, en Allemagne.

## Géographie et Histoire
Ershausen est sis dans la vallée de Rosoppe. Cette vallée est entourée de montagnes : au nord ouest Schimberg (457 m), à l'est Heuberg (430 m), au sud ouest nous trouvons le  Winterberg (368 m) et à l'ouest nous avons le Tierberg (363 m).

## Personnalités natives d'Ershausen
- Josef Rodenstock (1846–1932), industriel fondateur de la société Rodenstock